# Princezna Wen-čcheng
Wen-čcheng (čínsky: 文成公主, pinyin: Wénchéng Gōngzhǔ) (asi 623–680), v Tibetu je známá spíše jako Gjaza, byla neteří mocného čínského císaře Tchaj-cunga. Podle dostupných zpráv opustila v roce 640 Čínu a odcestovala do Tibetu, aby se stala ženou třicetisedmiletého Söngcana Gampa. Jejich sňatek byl součástí diplomaticko-mírové dohody mezi čínskou a tibetskou stranou.
Wen-čcheng byla buddhistka, stejně jako Gampöva druhá žena, nepálská princezna Bhrkutí Déví. Obě manželky přinesly svému muži jako svatební dar sochu Buddhy. V případě Wen-čcheng se jednalo o zlatou sošku, která je dnes umístěna v lhaském chrámu Džókhang.